# 火の鳥 (ストラヴィンスキー)
『火の鳥』（ひのとり、仏: L'Oiseau de feu、露: Жар-птица）は、イーゴリ・ストラヴィンスキーが作曲したロシアの民話に基づく1幕2場のバレエ音楽、およびそれに基づくバレエ作品。音楽はアンドレイ・リムスキー＝コルサコフ（ニコライ・リムスキー＝コルサコフの息子）に献呈された。
オリジナルのバレエ音楽と3種類の組曲があり、オーケストレーションが大幅に異なる。組曲版では一部曲名が異なる部分もある。

## 概要
セルゲイ・ディアギレフは1910年のシーズン向けの新作として、この題材によるバレエの上演を思いついた。最初、ニコライ・チェレプニンが作曲を担当することになっていたが、不明な理由によって手を引いた。『魔法にかけられた王国』作品39（1912年出版）の一部に、この時にチェレプニンが作曲した音楽が含まれる。ついで1909年9月にアナトーリ・リャードフに作曲を依頼したが、これはうまくいかなかった。リャードフの怠け癖によって作品が出来上がらなかったという逸話が有名だが、実際にリャードフがディアギレフの依頼を引き受けたという証拠は残っていない。ディアギレフはほかにグラズノフや、ニコライ・ソコロフにも依頼したかしれない。しかしいずれもうまくいかなかったので、1909年の公演で『レ・シルフィード』の編曲を依頼した若手作曲家のストラヴィンスキーに作曲を依頼し、ミハイル・フォーキンにストラヴィンスキーと相談しながら台本を作成するよう指示した。フォーキンは指示通りストラヴィンスキーと相談しつつ台本を仕上げた。ほどなく並行して作曲していたストラヴィンスキーも脱稿した。依頼を受けてから半年あまりであった。
初演は1910年6月25日にパリ・オペラ座にて、ガブリエル・ピエルネの指揮により行われた。
日本初演及び舞台上演は1954年に小牧正英率いる小牧バレエ団とノラ・ケイによる。全曲の演奏会初演は1971年に小澤征爾指揮の日本フィルハーモニー交響楽団。

## あらすじ
フォーキンによる『火の鳥』の台本はロシアの2つの民話の組み合わせによる。ひとつは「イワン王子と火の鳥と灰色狼」で、ツァーリの庭に生える黄金のリンゴの木の実を食べに来る火の鳥をイワン王子が捕まえようとする冒険譚、もうひとつは「ひとりでに鳴るグースリ」で、不死身のカスチェイにさらわれた王女のもとを王子が訪れ、王女がカスチェイをだまして魂が卵の中にあることを聞き出す話である。本来は子供向けの話だが、大人の鑑賞にたえるように大幅に手が加えられている。なお、ストラヴィンスキーの師であったニコライ・リムスキー＝コルサコフも共通の題材による歌劇『不死身のカシチェイ』を書いている。
イワン王子は、火の鳥を追っているうちに夜になり、カスチェイの魔法の庭に迷いこむ。黄金のリンゴの木のところに火の鳥がいるのを王子は見つけて捕らえる。火の鳥が懇願するので解放するが、そのときに火の鳥の魔法の羽を手に入れる。次に王子は13人の乙女にあい、そのひとりと恋に落ちるが、彼女はカスチェイの魔法によって囚われの身となっていた王女（ツァレヴナ）だった。夜が明けるとともにカスチェイたちが戻ってきて、イワン王子はカスチェイの手下に捕らえられ、魔法で石に変えられようとする。絶体絶命の王子が魔法の羽を振ると、火の鳥が再び現れて、カスチェイの命が卵の中にあることを王子につげる。王子が卵を破壊したためにカスチェイは滅び、石にされた人々は元に戻り、王子と王女は結ばれる。

## 初演
1910年6月25日のパリ・オペラ座での初演時のスタッフと配役は以下のとおり。
- 振付：ミハイル・フォーキン
- 美術：アレクサンドル・ゴロヴィン
- 衣装：アレクサンドル・ゴロヴィン、レオン・バクスト
- 火の鳥：タマーラ・カルサヴィナ
- イワン王子（ツァレヴィチ）：ミハイル・フォーキン
- 王女（ツァレヴナ）：ヴェーラ・フォーキナ
- カスチェイ：アレクセイ・ブルガコフ

## その他の著名な上演
バレエ・リュスの元ダンサーだったアドルフ・ボルムの振付により、1945年にアメリカン・バレエ・シアターによる上演が行われた。音楽は1945年の組曲版による。このときの舞台装置はマルク・シャガールによる豪華なものであり、アリシア・マルコワが火の鳥を踊ったが、成功しなかった。ボルムはハリウッドに住むようになったストラヴィンスキーの友人であり、1940年にすでにハリウッド・ボウルで『火の鳥』（1919年の組曲版）をバレエとして上演するためにストラヴィンスキー本人に指揮を依頼している。
1949年、ニューヨーク・シティ・バレエ団はボルム版のためにシャガールが作った舞台装置を再利用し、ジョージ・バランシンとジェローム・ロビンズの振付によって『火の鳥』を上演した（やはり1945年の組曲版による）。マリア・トールチーフが火の鳥を踊り、大変な成功をおさめた。

## 編成

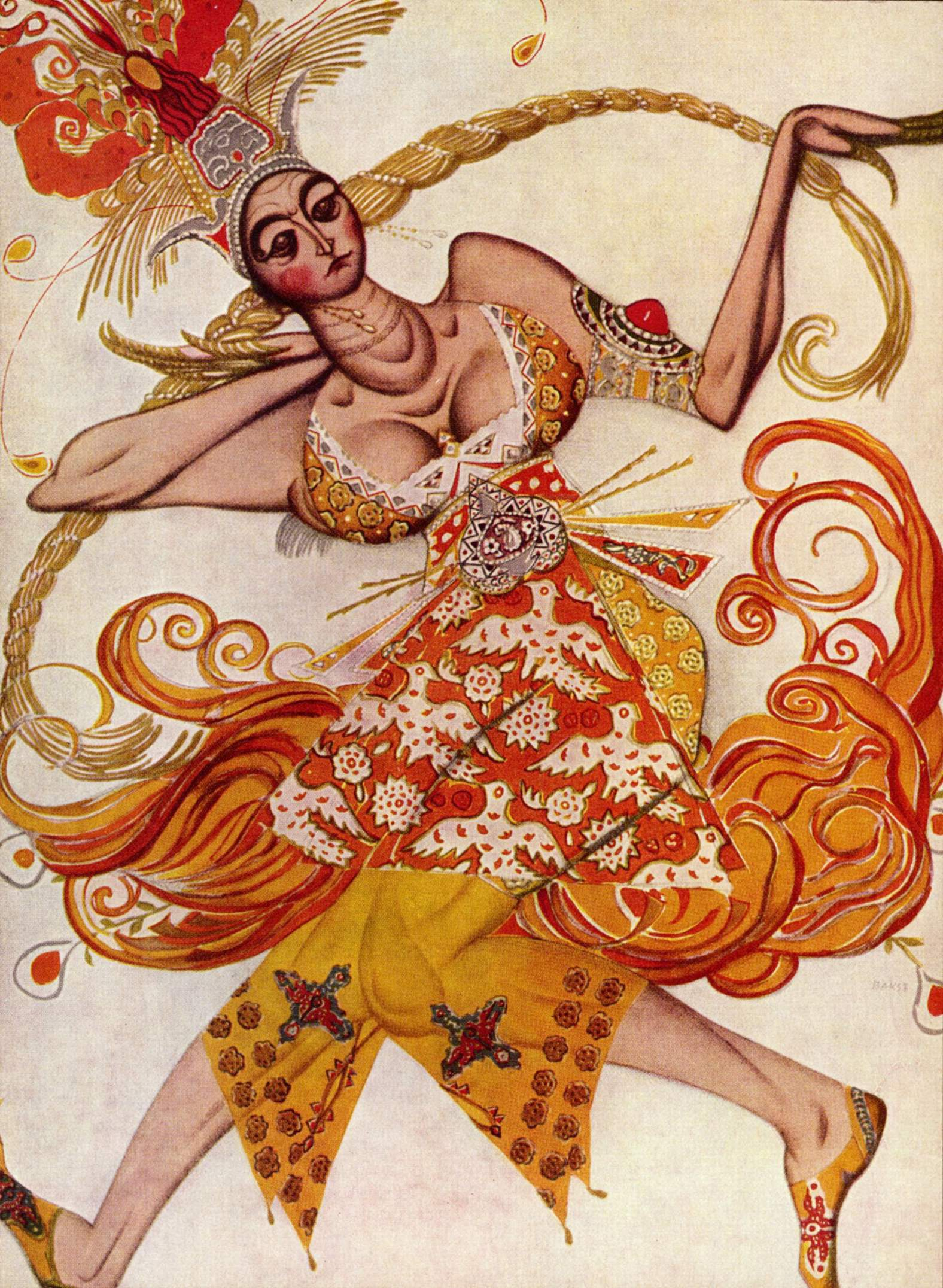
レオン・バクストによる主役 「火の鳥」 の衣装デザイン

- フルート4（ピッコロ持ち替え 2）、オーボエ3、イングリッシュ・ホルン1、クラリネット3、バス・クラリネット1、ファゴット3（コントラファゴット持ち替え 1）、コントラファゴット、ホルン4、トランペット3、トロンボーン3、チューバ1、ティンパニ、バスドラム、スネアドラム、シンバル、トライアングル、タンバリン、タムタム、グロッケンシュピール、シロフォン、チェレスタ、ピアノ、ハープ3、弦五部(16-16-14-8-6)
- バンダ：トランペット3、テナー・ワーグナー・チューバ2、バス・ワーグナー・チューバ2、鐘

バンダのトランペットは夜明けとカスチェイの番兵の登場の箇所に、ワーグナー・チューバはカスチェイの登場時に使用されている。
演奏時間は約48分。『春の祭典』や『ペトルーシュカ』に比べると1.5倍近い長さである。公式の版権は1964年にGos. muzykal'noe izd-voが取得し、このリプリントをドーヴァー出版ほかが販売している。

## 構成
- 1 導入部
- 2 カスチェイの魔法の庭園
- 3 イワンに追われた火の鳥の出現
- 4 火の鳥の踊り
- 5 イワンに捕らえられた火の鳥
- 6 火の鳥の嘆願
- 7 魔法にかけられた13人の王女たちの出現
- 8 金のリンゴと戯れる王女たち
- 9 イワン王子の突然の出現
- 10 王女たちのロンド
- 11 夜明け
- 12 魔法のカリヨン、カスチェイの番兵の怪物たちの登場、イワンの捕獲
- 13 不死の魔王カスチェイの登場
- 14 カスチェイとイワンの対話
- 15 王女たちのとりなし
- 16 火の鳥の出現
- 17 火の鳥の魔法にかかったカスチェイの手下たちの踊り
- 18 カスチェイ一党の凶悪な踊り
- 19 火の鳥の子守歌
- 20 カスチェイの目覚め
- 21 カスチェイの死、深い闇
- 22 カスチェイの城と魔法の消滅、石にされていた騎士たちの復活、大団円

## 引用曲
この作品では民謡を2曲引用している。「王女たちのロンド」の旋律はウクライナの結婚の音楽「как по садику」（庭のまわりで）から取られている。この曲は師のリムスキー＝コルサコフが「ロシアの主題によるシンフォニエッタ」作品31の第2楽章の主題として使用している。終曲の旋律は「У ворот сосна раскачалася」（門の所で松の木が揺れる）から取られている。

## 組曲（1911年版）
最初の管弦楽組曲は1911年に作曲され、1912年にユルゲンソンから出版された。もとのバレエ曲との違いは少ない。この版は最も演奏の機会が少ない。他の組曲と異なり「カスチェイ一党の凶悪な踊り」で組曲が閉じられる（そのため、演奏者独自の判断により、他の版と合成して「子守歌」「終曲」を付け加えて演奏する指揮者もある。ストラヴィンスキー本人による1928年の録音でもこの両曲がつけ加えられている）。
編成は1910年版と基本的には同じだが、バンダが省かれている。かつてはユルゲンソンからのリプリントを無断で行うKalmus社が長年販売を行っていたが、Kalmusが解散しユルゲンソンが権利を手放してアメリカ合衆国でパブリックドメイン判定されたため、現在の出版社は不明。

### 構成
数字は全曲版での該当部分を表す。
- 1〜4 導入部〜火の鳥の踊り
  - 1 導入部
  - 2 カスチェイの魔法の庭園
  - 3 イワンに追われた火の鳥の出現
  - 4 火の鳥の踊り
- 6 火の鳥の嘆願
- 8 金のリンゴと戯れる王女たち
- 10 王女たちのロンド
- 18 カスチェイ一党の凶悪な踊り

## 組曲（1919年版）
手ごろな管弦楽の編成と規模から、実演では最も演奏機会の多い版である。「魔王カスチェイの凶悪な踊り」での有名なトロンボーンのグリッサンドは、練習番号38では削除されて、練習番号39では導入されていることが特徴。比較的容易に入手できるのはチェスター社版だが、アメリカ合衆国でパブリックドメイン判定されたため他の出版社による版もある。

### 編成
一般的な二管編成になり、打楽器が減らされている。チェレスタは必須ではなく、「子守歌」のピアノパートに「またはチェレスタ」の注釈が添えられている。ピッコロとイングリッシュ・ホルンは必須である。
- フルート2（ピッコロ持ち替え1）、オーボエ2（イングリッシュ・ホルン持ち替え1）、クラリネット2、ファゴット2、ホルン4、トランペット2、トロンボーン3、チューバ1、ティンパニ、バスドラム、タンバリン、シンバル、トライアングル、シロフォン、ハープ、ピアノ、チェレスタ、弦五部

### 構成
数字は全曲版での該当部分を表すが、曲の長さが違う部分もある。
- 1・2 序奏
- 3 火の鳥の踊り
- 4 火の鳥のヴァリアシオン
- 10 王女たちのロンド（ホロヴォード）
- 18 魔王カスチェイの凶悪な踊り
- 19 子守歌
- 22 終曲

「序奏」から「火の鳥のヴァリアシオン」までは切れ目なく演奏されるが、それ以降の曲もアタッカで演奏する指揮者が多い。「魔王カスチェイの凶悪な踊り」と「子守歌」の間は、切れ目なく演奏する方法と、「魔王カスチェイの凶悪な踊り」で一旦終止させる方法とがあり、どちらの方法もスコアに印刷されている。一般的には切れ目なく演奏する事例が多いが、有名な指揮者ではレナード・バーンスタイン指揮、イスラエル・フィルハーモニー管弦楽団の演奏（ドイツ・グラモフォン録音）が、一旦終止させる方法をとっている。「子守歌」と「終曲」の間は切れ目なく演奏される。
演奏時間は約20分。

## 組曲（1945年版）
指揮者によってはこの版を非常に好むが、全曲版や1919年版組曲に比べると、演奏機会が多いとは言えない。その原因の一つは、ストラヴィンスキーが後年大きく変えた作風が如実に反映されている版となっていることにある。顕著な特徴の一つが、「終曲の賛歌」の最後 Maestoso の部分に見られる。全管弦楽が終曲の主題を繰り返す箇所で、全曲版・1919年版組曲では4分音符の動きで朗々と旋律を奏でるが、この1945年版では「8分音符（または16分音符2つ）+8分休符」という、とぎれとぎれのドライな響きで旋律が奏でられる。組曲全体の後味を大きく変える相違点であり、この版の評価を分ける一つの要因になっていると思われる。1945年版を用いながらも、「終曲の賛歌」のみ1919年版の「終曲」に差し替えて演奏する指揮者もいる。現在の版権はショット社である。

### 編成
現在出版されているスコアでは1919年版とほぼ同一である。相違点は、スネアドラムが追加されていることと、イングリッシュ・ホルンのソロをオーボエに置き換えていること、そしてピアノパートの一部の「またはチェレスタ」の注釈がない点だけである。ストラヴィンスキー自身が1959年にNHK交響楽団を指揮してこの版を演奏した際にはチェレスタを加えている。編成は1919年版とほぼ同一だが、オーケストレーションが異なる箇所が散見される。特に「凶悪な踊り」は、1919年版の「魔王カスチェイの凶悪な踊り」に比べると金管楽器や打楽器が分厚くなっている部分が多い。

### 構成
数字は全曲版での該当部分を表すが、曲の長さが違う部分もある（特に「パントマイムI」「パントマイムII」は極端に短い）。「パ・ド・ドゥ」「スケルツォ」とパントマイム3曲以外は1919年版と同じ部分に該当するが、スコア上の各曲の題名は違っている。
- 1・2 序奏
- 3 火の鳥の前奏と踊り
- 4 ヴァリアシオン（火の鳥）
- 5 パントマイムI
- 6 パ・ド・ドゥ（火の鳥とイワン・ツァーレヴィチ）
- 7 パントマイムII
- 8 スケルツォ（王女の踊り）
- 9 パントマイムIII
- 10 ロンド（ホロヴォード）
- 18 凶悪な踊り
- 19 子守歌（火の鳥）
- 22 終曲の賛歌

「序奏」から「ヴァリアシオン」までは切れ目なく演奏される。「ヴァリアシオン」から「ロンド」までは、切れ目なく演奏する方法と、「パントマイムI」「パントマイムII」「パントマイムIII」を省略し「ヴァリアシオン」「パ・ド・ドゥ」「スケルツォ」「ロンド」と区切りながら演奏する方法とがある。どちらの方法もスコアに印刷されている。「凶悪な踊り」から「終曲の賛歌」までは、切れ目なく演奏する方法と、1曲ずつ区切って演奏する方法とがあり、どちらの方法もスコアに印刷されている。終曲の金管群の途切れ途切れの和音が印象的である。
演奏時間は約28分。

## そのほかの人物による編曲
- 作曲者自身によるピアノ独奏版
- 冨田勲によるシンセサイザー版
- ラリー・コリエルによるギター独奏版
- 山下和仁によるギター独奏版
- G.M.デューカーによる吹奏楽版（全日本吹奏楽コンクールの自由曲として度々取り上げられ、全国大会では15回演奏されている〈2017年時点〉）
- 英国のプログレッシブ・ロックグループ、イエスのコンサートでは、開演時に「フィナーレ」の部分が流れ、それが終わるとそのまま1曲目の演奏に入る、という演出がなされていた。（ライブアルバム『イエスソングス』などで聞くことができる）
- グイド・アゴスティ（英語版）によるピアノ独奏版（凶悪な踊り、子守歌、終曲）
- トニー・レヴィン、パット・マステロット、マイケル・ベルニエの3人編成のロックバンド、スティック・メンによる演奏
- パウル・レオナード・シェッフェルによる室内オーケストラ版[15] - 序奏の有名なヴァイオリンによる変則調弦グリッサンドが省略されている。
- サルソウル・オーケストラ"Magic Bird of Fire" - ディスコアレンジ版の『火の鳥』。日本のテレビ番組『アメリカ横断ウルトラクイズ』のスタジオパートのルート紹介において、大幅に編集を加えたものがBGMとして使用された。